# Sthenelais jeffreysi
Sthenelais jeffreysi is een borstelworm uit de familie Sigalionidae. De wetenschappelijke naam van de soort werd in 1876 gepubliceerd door William Carmichael McIntosh.
1. ↑  McIntosh, W.C. (1876). On the Annelida of the Porcupine Expeditions of 1869-1870. Transactions of the Zoological Society of London 9: 406